# Поляков, Всеволод Васильевич
Всеволод Васильевич Поляков (12.05.1902-04.05.1972) — советский хозяйственный деятель, директор ТЭЦ-9 (1937—1972). 

## Биография
Родился 12 мая 1902 года в г. Южа Шуйского уезда в семье сельского учителя. Брат — Василий (1911—1986), директор Московского карбюраторного завода, лауреат Государственной премии СССР (1967).
С 1911 года жил с родителями в Москве, учился в гимназии и в школе второй ступени.
В 1929 году окончил МВТУ по специальности инженер-электрик.
С ноября 1928 по декабрь 1929 года начальник электрохозяйства завода «Клейтук».
С декабря 1929 по апрель 1937 года работал на ТЭЦ-8: дежурный инженер, начальник котельно-турбинного цеха, главный инженер, директор.
С 1 июня 1937 года директор ТЭЦ-9.
Во время Великой Отечественной войны механические мастерские ТЭЦ-9 использовались для военных целей — в них изготавливались детали снарядов «Катюш».
Электроцех выпускал передвижные электростанции и противотанковые ежи.
Указом Президиума Верховного Совета СССР от 1 апреля 1945 года ТЭЦ-9 была награждена орденом Трудового Красного Знамени с формулировкой: за успешное освоение энергетического оборудования высокого давления и бесперебойную работу по энергоснабжению оборонной промышленности города Москвы.
В 1956 году впервые в СССР на станции была введена комплексная автоматизация технологического процесса в котлотурбинном цехе. ТЭЦ-9 была переведена на работу на газообразном топливе.
В 1956 году в цикле водоподготовки стал применяться процесс глубокого обессоливания (также впервые в СССР).
Мощность в те годы составляла 60 МВт, а производительность — 500 тонн пара в час.
Кандидат технических наук (1967).
С июля 1969 года — директор объединённых ТЭЦ-8 и ТЭЦ-9.
Скоропостижно умер 4 мая 1972 г.

## Награды
Награждён орденами Ленина (1962), Октябрьской революции (1971), Трудового Красного Знамени (дважды: 1945 и 1950), «Знак Почёта» (1954 г.), медалями «За оборону Москвы», «За боевые заслуги».

## Сочинения
- Поляков В. В. Пятнадцать лет работы ордена Трудового Красного Знамени ТЭЦ No9 Мосэнерго. — Известия ВТИ , 1948 , No 12 , с. 5—10 . 64.